# Tripleto
Em biologia molecular e bioquímica, tripleto ou trinucleótido, é uma das unidades básicas do código genético, é o conjunto de três nucleótidos que na cadeia do DNA codifica um aminoácido. A descoberta desta codificação foi confirmada por Marshall Nirenberg e Har Gobind Khorana, pelos quais receberam, em conjunto com Robert W. Holley, o Nobel de Fisiologia ou Medicina de 1968.
Através do processo de transcrição os tripletos de DNA (deoxyribonucleic) são convertidos em códons (ou codões) de RNA (ribonucleic). Estes codões são, à semelhança dos tripletos, conjuntos de 3 nucleótidos da cadeia de RNA mensageiro. Este migra para o citoplasma da célula, onde se liga a um ribossoma e a uma molécula de RNA transportador. Através do processo de tradução e utilizando a informação genética do DNA do indivíduo com a molécula de RNA, o ribossoma produz então os aminoácidos para formarem proteínas.